# Out 1 : Noli me tangere
Pour plus de détails, voir Fiche technique et Distribution.
Out 1 : Noli me tangere est un film français réalisé par Jacques Rivette et Suzanne Schiffman, sorti en 1971. Connu pour sa durée de près de 13 heures, le film est divisé en huit parties d'environ 90 à 100 minutes chacune. Le film est inspiré de La Comédie humaine d'Honoré de Balzac, en particulier l'Histoire des Treize (1833-35).
La longueur considérable de Out 1 permet à Rivette et Schiffman, à l'instar de Balzac, de construire de multiples personnages vaguement connectés, avec des histoires indépendantes dont les intrigues secondaires s'entrecroisent et découvrent continuellement de nouveaux personnages avec leurs propres intrigues secondaires. Il existe une version courte du film de 4 h 20, Out 1 : Spectre, dont le sous-titre Spectre a été choisi en raison de la signification ambiguë et indistincte du nom, tandis que le sous-titre « Noli me tangere » (litt. « Ne me touche pas » en latin) de la version originale fait clairement référence au long métrage tel que l'avait prévu Rivette.
L'expérimentation de sous-intrigues parallèles a été influencée par le film en deux parties d'André Cayatte, La Vie conjugale (1964), tandis que réaliser un film très long a été expérimentée pour la première fois par Rivette dans L'Amour fou (1969) avec 4 h 12 de métrage. La structure narrative parallèle a depuis été utilisée dans de nombreux autres films notables, dont Le Décalogue de Krzysztof Kieślowski et la Trilogie (2002) de Lucas Belvaux, qui comprend notamment Un couple épatant, Cavale et Après la vie. Chaque partie commence par un titre sous forme de « d'un tel à un tel » (indiquant généralement le premier et le dernier personnage vu dans chaque épisode), suivi d'une poignée de photos en noir et blanc récapitulant les scènes de l'épisode précédent, puis se termine en montrant la dernière minute (en noir et blanc) du dernier épisode avant de passer au nouvel épisode lui-même (qui est entièrement en couleur).

## Synopsis

### De Lili à Thomas
Lili et le groupe d'acteurs qu'elle coordonne (cinq en tout, deux hommes et trois femmes dont Lili) répètent Les Sept contre Thèbes d'Eschyle. Le studio est une cave théâtrale typique, sobre et spacieuse, meublée uniquement d'un long canapé et de quelques piles désordonnées de costumes et de livres. Les répétitions se concentrent principalement sur quelques exercices d'intonation, de chorégraphie et de mise en scène du texte.
Colin est un jeune Parisien qui erre dans les couloirs des cafés du centre de Paris en se faisant passer pour un sourd-muet afin de récolter quelques aumônes. Il passe parmi les tables en laissant une enveloppe bleue portant le message « Je suis sourd-muet et vous offre le message du destin », puis repasse en jouant quelques notes à l'harmonica, en tendant la main pour recevoir quelques pièces, mais son attitude un peu distante et précipitée ne lui rapporte pas grand-chose.
Frédérique se promène négligemment dans la rue. Elle aussi est suivie de très près par la caméra portée. Elle entre dans un bar et aborde un client en lui confiant qu'elle a besoin d'argent et de quelques cigarettes.
La troupe de théâtre de Thomas travaille sur Prométhée enchaîné et s'adonne à l'étude et à la discussion du texte, à de longs exercices physiques et à des improvisations épuisantes.

### De Thomas à Frédérique
Thomas continue le travail avec son groupe, le tournage d'exercices psychophysiques et les discussions de groupe sur l'avancement du travail se poursuivent.
À la sortie du même café que dans l'épisode précédent, Colin croise Marie, une des actrices du groupe de Lili, qui lui met un mot dans la main et s'enfuit. Sur le billet, un message énigmatique fait référence à un groupe de conspirateurs agissant dans l'ombre. Colin est choqué et intrigué, et de retour chez lui (un bureau dépouillé rempli de livres), il commence à raisonner et à faire des recherches pour essayer d'en savoir plus, en s'aidant de l'Histoire des Treize d'Honoré de Balzac et de La Chasse au Snark de Lewis Carroll.
Lili retrouve Lucie, une amie avocate qu'elle n'a pas vue depuis longtemps. Elles parlent de Georges, l'associé de Lili, et du mystérieux Igor.
Frédérique, de retour dans la rue mais avec un peu d'argent en poche, rencontre dans un autre bar Honeymoon, un ami homosexuel qui lui confie ses peines d'amour. Frédérique insiste pour lui offrir un verre et lui laisser un peu d'argent : probablement à nouveau fauchée, elle lui dit alors au revoir.

### De Frédérique à Sarah
Frédérique, toujours à la recherche d'argent, rencontre dans un café un riche monsieur déprimé d'avoir été quitté par sa fiancée et, lorsqu'il est ivre, elle réussit à le voler. Plus tard, elle tente également de profiter d'une connaissance, Marlon, mais une dispute s'ensuit, au cours de laquelle la jeune fille prend le dessus.
Colin poursuit son enquête : il demande et obtient un entretien avec un professeur de littérature spécialiste de Balzac. Il parvient enfin à déchiffrer un indice et se retrouve à L'angle du hasard, une étrange boutique située au 2, place Saint-Opportune, tenue par la blonde Pauline et fréquentée par un groupe de jeunes gens qui préparent le lancement d'un journal politique. Le jeune homme téléphone alors à son père pour obtenir une carte de presse (faisant ainsi tomber le faux masque de sourd-muet).
Le groupe de Lili continue à travailler sur les répétitions ; le groupe de Thomas, quant à lui, est en crise, et Thomas décide d'essayer de convaincre une amie, Sarah, de rejoindre le laboratoire. Il est également révélé que Lili a travaillé avec Thomas quelque temps auparavant, et que leur relation s'est rompue en raison de la difficulté de Lili à supporter la violence, tant physique que psychologique, des répétitions de Thomas. Le réalisateur rejoint Sarah dans la maison des Treize sur la côte et la convainc de le suivre à Paris.

### De Sarah à Colin
Le groupe de Lili est également rejoint par un nouveau membre, le jeune et charismatique Renaud, invité par Lili pour rafraîchir l'atmosphère des répétitions.
Après avoir dévalisé un passant, Frédérique tombe sur un jardin privé, et de là sur une villa. En jetant un coup d'œil à l'intérieur, elle aperçoit un homme, Étienne, qui joue seul aux échecs. Étienne la remarque et l'invite à entrer, mais alors qu'il part lui préparer un verre, elle fouille dans son bureau et vole des lettres, puis s'enfuit. Plus tard, en étudiant les lettres qu'elle a volées, elle remarque un nom récurrent, Warok.
Thomas rend visite à Pauline (qui utilise son vrai nom, Émilie, chez elle) et offre une tortue à ses enfants. La femme est inquiète car son mari Igor ne donne plus de nouvelles.
Colin, désormais habitué de L'angle du Hasard, tente d'obtenir des informations auprès de Pauline, qui lui répond de manière sibylline : néanmoins, une harmonie semble s'installer entre les deux, et surtout Colin semble visiblement fasciné par sa nouvelle amie. Finalement, Lili arrive à la boutique et repart avec Pauline.

### De Colin à Pauline
En lisant les lettres volées, Frédérique tente de trouver de nouvelles personnes qu'elle pourra faire chanter. Après avoir essayé (en vain) de soutirer de l'argent à Étienne, elle se déguise en homme et retrouve l'avocate Lucie Degrave (l'amie de Lili) pour lui proposer la même chose, en prenant rendez-vous avec elle sur la terrasse du Moulin-Rouge, mais cette rencontre n'aboutit pas non plus. Plus tard, elle prend également contact avec Pauline/Emilie, lui faisant savoir qu'elle est en possession de lettres d'Igor. Pauline, inquiète, lui propose de l'argent en échange des lettres.
Lili est de plus en plus ouvertement irritée par la présence de Renaud dans le groupe ; le jeune homme semble l'avoir remplacée dans la direction des répétitions, révolutionnant les plans de mise en scène avec le soutien enthousiaste du reste du groupe. Quentin gagne un million de francs aux courses de chevaux et l'investit dans la mise en scène du spectacle, mais Renaud s'empare de la totalité de la somme. Le groupe se lance sur ses traces, abandonnant la mise en scène théâtrale.
Colin continue de fréquenter assidûment L'angle, plus pour faire la cour à Pauline (qui garde une attitude sournoise et insaisissable) que pour enquêter sur la Société. En suivant Sarah, il arrive à l'atelier de théâtre de Thomas.

### De Pauline à Émilie
Lili et son groupe parcourent Paris à la recherche de Renaud et de l'argent qu'il a volé. Les recherches n'aboutissant pas, Lili quitte Paris en direction de la côte.
Colin entre dans l'atelier de Thomas en se faisant passer pour un journaliste intéressé par une œuvre juxtaposant Prométhée et l'Histoire des Treize. Thomas, surpris, reste sur la défensive.
Frédérique se promène dans Paris et rencontre dans un café Warok, un écrivain souvent mentionné dans les lettres volées à Etienne. Elle tente d'obtenir indirectement des informations sur la Société, en l'interrogeant sur les sectes et la façon de les rejoindre, mais Warok n'est pas d'une grande aide. Plus tard, elle revoit son ami Honeymoon et le garçon dont il est tombé amoureux : il s'agit de Renauld, le garçon recherché par le groupe de Lili.
Sarah va voir Pauline/Emilie. Les deux amies parlent d'Igor et des lettres. Emilie confie à Sarah qu'elle craint qu'Igor ait rompu le pacte qui le liait au groupe des Treize et que Pierre l'ait fait disparaître.
Thomas et Etienne se promènent le long de la Seine en discutant du projet dans lequel ils sont impliqués et qui semble piétiner un peu ; Thomas parle à Etienne de la visite de Colin et se dit troublé par la situation.

### D'Émilie à Lucie
Frédérique et Renaud commencent à sortir ensemble. Chez elle, ils font un pacte de sang et se racontent des histoires imaginaires en faisant semblant de se faire la cour en tant qu'étrangers. Renaud révèle à Frédérique qu'il fait partie des Compagnons du Devoir et qu'il a volé de l'argent aux Treize pour leur compte.
Émilie, de plus en plus mal à l'aise avec Igor, prépare des lettres à envoyer aux principaux journaux parisiens pour révéler les trafics et les affaires louches de Pierre. Sarah tente de l'en dissuader et les deux filles se disputent.
Thomas, Lucie et Etienne se réunissent pour mettre au point un plan pour arrêter la circulation de ces lettres, et Thomas réitère la sinistre nécessité de « s'occuper d'elle ».
Colin se dispute avec Sarah au sujet d'Emilie, dont il est toujours amoureux.

### De Lucie à Marie
Emilie confie à Sarah qu'elle a fermé sa boutique à Paris et qu'elle est tombée amoureuse de Colin. Elle reçoit alors un coup de téléphone d'Igor, qui l'invite à le rejoindre à Paris.
Colin ne s'intéresse plus à l'enquête. Il va voir Warok pour lui dire qu'il s'est libéré de son obsession et qu'il s'est convaincu que tout cela n'était qu'un « pur fantasme d'adolescent ». Il retourne ensuite faire la manche dans les cafés. Après s'être libéré du jeune homme, Warok discute avec Lucie de la situation du groupe des Treize et, las de cette expérience, qualifie les projets de Pierre de « futiles ».
Frédérique reçoit un message de Renaud lui donnant rendez-vous pour le lendemain matin. La jeune femme s'y rend avec l'allure masculine, portant un masque et un gros revolver. Elle se place en haut d'un escalier caché par un mur et attend Renaud qui ne tarde pas à arriver. Elle descend l'escalier et lui crie de se retourner. Le jeune homme tire deux coups de feu impulsifs et la tue.
Thomas et Lili, qui se promènent sur la plage, se souviennent de l'époque où ils travaillaient ensemble. Thomas leur propose de retravailler ensemble, mais Lili refuse. Plus tard, en compagnie d'Achille et de Faune, Thomas fait une dépression nerveuse. Il fait d'abord semblant de mourir, puis s'effondre, et enfin se lève en riant dans l'aube.
Le film se termine par un plan de Marie sous la statue dorée d'Athéna (tirée de l'épisode précédent).

## Fiche technique
- Titre original : Out 1 : Noli me tangere ou Out 1 ou Out 1 : Spectre
- Réalisation : Jacques Rivette, assisté de Jean-François Stévenin
- Scénario : Jacques Rivette et Suzanne Schiffman, d'après l'Histoire des Treize de Balzac
- Photographie : Pierre-William Glenn
- Montage : Nicole Lubtchansky et Carole Marquand
- Musique : Jean-Pierre Drouet
- Son : René-Jean Bouyer
- Production : Barbet Schroeder, Éric Rohmer, Pierre Cottrell, Stéphane Tchalgadjieff, Michel Chanderli, Danièle Gégauff, Gérard Vaugeois, André Astoux
- Sociétés de production : Sunchild Productions, Les Films du losange, CNC, Ministère français de la Culture et de la Communication
- Pays de production :  France
- Langue originale : français
- Format : Couleurs et noir et blanc - 1,37:1 - Son mono - 16 mm
- Genre : film expérimental, Drame
- Durée : 
  - Version intégrale Noli me tangere : 749 minutes divisées en 8 épisodes :

1. De Lili à Thomas (86 min)
2. De Thomas à Frédérique (104 min)
3. De Frédérique à Sarah (105 min)
4. De Sarah à Colin (103 min)
5. De Colin à Pauline (87 min)
6. De Pauline à Émilie (98 min)
7. De Émilie à Lucie (95 min)
8. De Lucie à Marie (71 min)

- Dates de sortie :
  - France : 9 et 10 octobre 1971 (Maison de la Culture du Havre) ; 27 mars 1974 (version courte Out 1 : Spectre) ; 18 novembre 2015 (version intégrale)

## Distribution
| - Michèle Moretti : Lili - Hermine Karagheuz : Marie - Karen Puig : Elaine - Pierre Baillot : Quentin, un acteur - Marcel Bozonnet : Nicolas, Arsenal, Papa, Théo - Jean-Pierre Léaud : Colin / le jeune sourd-muet - Michael Lonsdale : Thomas - Sylvain Corthay : Achille - Edwine Moatti : Béatrice - Bernadette Onfroy : Bergamotte - Monique Clément : Faune - Juliet Berto : Frédérique - Gérard Martin : un faux célibataire - Gilette Barbier : la logeuse de Colin - Jean-Pierre Bastid, Urbain Dia Mokouri, Jacques Prayer : trois truands - Michel Berto : Honeymoon - Michel Delahaye : un ethnologue - Bernard Eisenschitz : un pornographe - Pierre Cottrell : un pornographe - André Julien : le brocanteur - Brigitte Roüan : Miss Blandish - Françoise Fabian : Lucie - Éric Rohmer : le balzacien | - Christian de Tillière : le noctambule - Christiane Corthay : Rose - Patrick Hec : Léonard - Bulle Ogier : Pauline, Émilie - René Biaggi : Chaussette - Barbet Schroeder : Gian-Reto - Jean-François Stévenin : Marlon - Bernadette Lafont : Sarah - Marc Chapiteau : un joueur de football - Alain Libolt : Renaud - Jérôme Richard : Martin - Jacques Doniol-Valcroze : Étienne - Ode Bitton : Iris - Jean Bouise : Warok - Louis Julien : Max - Marie-Paule André : une amie de Nicolas - Mathieu Schiffman : un jeune garçon - Lorraine Santoni : une demoiselle à lunettes - Michèle Khan : la minette - Stéphane Tchalgadjieff : l'envoyé de Lorenzo - Michel Chanderli : un truand - Guillaume Schiffman : l'enfant de la boutique vidéo - Jean-Claude Valezy : un truand |

### La galerie de personnages
- Achille (Sylvain Corthay) : Acteur de la troupe Prométhée enchaîné. Accompagne Thomas et Rose à l'Obade à la fin du film.

- Arsenal (Marcel Bozonnet) : Acteur de la troupe Sept contre Thèbes. Connaît vaguement Renaud et le présente au reste du groupe. Aussi connu sous les noms de Nicolas, Papa, ou Théo.

- Le Balzacien (Éric Rohmer) : Professeur que Colin contacte (tout en se faisant passer pour un sourd) pour tenter de découvrir d'autres indices sur la possibilité de l'existence des Treize dans la vie réelle.

- Béatrice (Edwine Moatti) : Actrice de la troupe Prométhée enchaîné. Est une confidente et peut-être une amante de Thomas. S'engage dans une relation à trois avec Thomas et Sarah. Sa relation avec l'ethnologue est rompue lorsqu'il annonce son intention de partir travailler au Pays basque. Elle quitte alors la troupe.

- Bergamotte (Bernadette Onfroy) : Actrice de la troupe Prométhée enchaîné.

- Colin (Jean-Pierre Léaud) : Jeune marginal qui se fait passer pour un sourd en jouant de l'harmonica pour gagner de l'argent dans les cafés parisiens. Il reçoit trois messages de Pierre, qui le poussent à essayer de découvrir un vrai « Treize » dans la veine des romans de Balzac. Il tombe amoureux de Pauline après de nombreuses rencontres dans son magasin. Il fait de nombreuses rencontres au cours de ses enquêtes, mais ne parvient pas à trouver de parties coopératives et abandonne sa croyance dans les Treize.

- Elaine (Karen Puig) : Actrice dans la troupe des Sept contre Thèbes. Alerte Lucie lorsque Lili disparaît pendant plusieurs jours (ce qui s'avère être un voyage avec Emilie à l'Obade).

- Émilie (Bulle Ogier) : Membre des Treize. Nom que Pauline porte à la maison. Avec Lili, elle assassine le coursier et cache son corps dans la cave du magasin. Épouse d'Igor et mère de deux enfants avec lui. La disparition d'Igor six mois plus tôt la pousse à acheter à Frédérique les lettres de Pierre, qui font référence à cette disparition. Malgré les remontrances de Sarah, elle envisage d'envoyer des photocopies des lettres à des journaux afin de découvrir ce qui se passe, mais Iris finit par les brûler dans son dos. Elle part pour Obade, où elle avoue à Sarah son amour pour Colin et Igor. Igor l'appelle peu après et lui donne rendez-vous à Paris. Elle part avec Lili. Voir Pauline.

- L'ethnologue (Michel Delahaye) : Intérêt romantique de Béatrice. Il rompt avec elle lorsqu'il annonce son départ pour la région basque pour son travail. Béatrice quitte Prométhée enchaîné peu de temps après à cause de cela.

- Étienne (Jacques Doniol-Valcroze) : Membre des Treize. Frédérique lui vole ses lettres lors d'une tentative d'escroquerie et tente de les vendre pour obtenir de l'argent et des informations sur le groupe. Il rencontre Thomas pour discuter de la renaissance du groupe et plus tard avec Thomas et Lucie pour discuter de la façon de contrôler les contacts potentiels d'Emilie avec les journaux.

- Faune (Monique Clement) : Actrice de la troupe Prométhée enchaîné.

- Frédérique (Juliet Berto) : Jeune petite voleuse qui ne trompe et n'exploite les hommes qu'aussi longtemps qu'elle a besoin d'accéder à leur portefeuille. Son seul ami et confident est Honey Moon, un pilier de bar homosexuel joué par Michel Berto, le vrai mari de Juliet Berto. Elle trouve les lettres d'Étienne en cherchant son argent et s'en empare à la place. Elle commence à appeler les correspondants pour les vendre contre de l'argent, mais commence à essayer de comprendre les informations concernant les Treize et demande également des informations, en particulier à Lucie. Elle rencontre le compagnon de Honey Moon, qui s'avère être Renaud, et fait un mariage de sang avec lui. Après avoir soupçonné son implication dans une société secrète, elle le suit et le pousse à l'abattre avant qu'il ne réalise qui elle est.

- Georges (invisible) : Membre des Treize. Le petit ami actuel de Lili.

- Gian-Reto (Barbet Schroeder) : Employé du magasin de Pauline.

- Honey Moon (Michel Berto) : Confident homosexuel de Frédérique qui lui emprunte de l'argent, l'incite à perturber le marché noir des pornographes. Il s'est entiché de Renaud, ce qui a conduit Frédérique à rechercher Renaud.

- Igor (invisible) : Mari d'Emilie et père de ses deux jeunes enfants. Membre des Treize. Disparu depuis son départ au travail il y a six mois. Il est question de lui dans les lettres d'Etienne, dont certaines sont achetées par Emilie à Frédérique. À la fin du film, Emilie reçoit un coup de téléphone d'Igor lui demandant de le rejoindre à Paris chez Warok.

- Iris (Ode Bitton) : Nounou enceinte des enfants d'Emilie et Igor. Résout leur problème en donnant à Thomas les lettres d'Emilie aux journaux qui auraient révélé les Treize et scandalisé Pierre.

- Lili (Michèle Moretti) : Directrice de la troupe des Sept contre Thèbes, anciennement liée à Thomas. Peut être impliquée avec Quentin. S'éloigne progressivement de la production au fur et à mesure que l'influence de Renaud s'étend. Prend accidentellement une photo de Renaud que la troupe utilise pour tenter de faire identifier Renaud par le public. Membre des Treize.

- Lucie (Françoise Fabian) : Avocate avec laquelle Lili reprend contact après un long silence. Membre des Treize. Correspondante dans certaines lettres d'Etienne. Est contactée par Frédérique et la rencontre, mais au lieu de cela, lui prend certaines lettres.

- Marie (Hermine Karagheuz) : Comédienne dans la troupe des Sept contre Thèbes. Transmet un des messages de Pierre à Colin, ce qui semble clairement faire d'elle un membre des Treize. Dernier personnage vu dans le film, debout à côté d'un monument parisien.

- Marlon (Jean-François Stevenin) : Voyou au passé criminel qui est une connaissance de Frédérique. Elle le rencontre dans un bar, et il la bat bizarrement, mais elle le vole à la tire pendant la bagarre.

- Max (Louis Julien) : Le fils de Quentin. Suggère à la troupe des Sept contre Thèbes d'utiliser la photo de Renaud prise par Lili pour demander au public s'il l'a vu dans les parages.

- Nicolas (Marcel Bozonnet) : Acteur dans la troupe des Sept contre Thèbes. Connaissait vaguement Renaud et l'a présenté au reste du groupe. Également connu sous les noms d'Arsenal, Papa, ou Théo.

- Papa (Marcel Bozonnet) : Acteur de la troupe Sept contre Thèbes. Connaissait vaguement Renaud et l'a présenté au reste du groupe. Également connu sous les noms d'Arsenal, Nicolas, ou Théo.

- Pauline (Bulle Ogier) : Nom que porte Émilie dans son magasin où se retrouvent les jeunes du quartier. Colin la rencontre et tombe rapidement amoureux d'elle. Elle abandonne la boutique pour se retirer à l'Obade. Voir Emilie.

- Pierre (invisible) : Membre des Treize. Auteur de lettres à Colin. Correspondant dans certaines lettres d'Etienne qui pourrait être impliqué dans la disparition d'Igor. Emilie menace d'en envoyer la preuve aux journaux après avoir payé Frédérique pour les lettres.

- Quentin (Pierre Baillot) : Acteur de la troupe des Sept contre Thèbes. Père de Max. Gagne un million de francs à la loterie, qui est aussitôt volé par Renaud lors des fêtes. Tente de retrouver Renaud mais échoue, et rejoint la troupe de Prométhée enchaîné peu de temps après.

- Renaud (Alain Libolt) : Amené par Arsenal/Nicolas/Papa/Théo pour aider la troupe des Sept contre Thèbes, mais commence progressivement à exercer de plus en plus d'influence sur la production, au grand dam de Lili. Vole le million de francs gagné par Quentin à la loterie lors de la fête de la troupe. S'avère être le compagnon de Honey Moon, ce qui permet à Frédérique de le retrouver. Elle soupçonne rapidement qu'il pourrait être membre d'une société secrète (bien qu'en fin de compte, il semble plus probable qu'il s'agisse d'un gang local, et non des Treize). Il lui tire dessus et la tue lorsqu'elle le prend au dépourvu.

- Rose (Christiane Corthay) : Actrice de la troupe Prométhée enchaîné. Accompagne Thomas et Achille à l'Obade et le réconforte lors de ses crises d'hystérie.

- Sarah (Bernadette Lafont) : Ecrivaine vivant dans la maison d'Igor à Obade. Thomas lui demande de l'aider pour la mise en scène de Prométhée enchaîné, et plus tard a une relation à trois avec elle et Béatrice. Elle entre en conflit avec le groupe, ce qui contribue à l'abandon de la pièce, ainsi qu'au départ de Béatrice, causé par des facteurs personnels. Membre des Treize, elle ne fait pas confiance à Thomas et s'acharne (en vain) à intervenir pour empêcher Émilie d'envoyer les lettres de Pierre aux journaux. Emilie lui confiera plus tard son amour pour Colin et Igor.

- Théo (Marcel Bozonnet) : Acteur dans la troupe des Sept contre Thèbes. Connaissait vaguement Renaud et l'a présenté au reste du groupe. Également connu sous les noms d'Arsenal, Nicolas, ou Papa.

- Thomas (Michael Lonsdale) : Directeur de la troupe Prométhée enchaîné, anciennement avec Lili, et dans une relation romantique ambiguë avec Beatrice et Sarah au cours du film. Demande à Sarah de l'aider à mettre en scène la pièce. Après une relation à trois avec Sarah et Béatrice, il abandonne la pièce en raison des frictions de Sarah avec le groupe et du départ de Béatrice, qui n'a rien à voir avec la pièce. Membre des Treize. Détruit les lettres d'Émilie incriminant Pierre. Propose de renouer avec Lili, mais est rejeté par elle, ce qui conduit à son hystérie finale sur la plage.

- Warok (Jean Bouise) : Membre des Treize. Mentionné dans les lettres d'Etienne. Frédérique et Colin lui posent des questions sur le groupe, mais il nie tout savoir.

## Production

### Titre
Pour le titre, Rivette pense au mot anglais Out qui signifie « en dehors » — des modes et de l'adhésion aux normes canoniques de la mise en scène et de la narration — par opposition à in (dans le sens d'« à la mode »), d'exclu par opposition à inclus.

« Pour Jacques le film s’appelle Out par opposition, je crois, à « In ». A l’époque, on parlait beaucoup d’être « in », d’être « cool », et lui se voulait « out », ce qui signifiait : je ne fais pas partie de vous, je suis en dehors. Le vrai titre du film, s’il devait être traduit, c’est « en dehors ». On avait le sentiment d’être réellement en dehors, de se démarquer, de ne pas faire partie de quelque chose, d’être à part. Le film lui-même, et la manière dont Jacques l’a fait, sont « à part » »

— Stéphane Tchalgadjieff
Rivette lui-même confirme cette interprétation du titre dans un entretien avec William Johnson en 1975 : « J'ai choisi Out plutôt que le mot à la mode In, qui était populaire en France et que je trouvais idiot. L'action du film est comme une série qui peut se poursuivre sur plusieurs épisodes, je lui ai donc donné le numéro One. La version abrégée me fait penser à un reflet de l'original à travers un prisme, d'où Spectre ».
Le chiffre « 1 » aurait donc une connotation ordinale ; dans les projets de Rivette à l'époque, il aurait dû y avoir une suite à Out 1, un Out 2 : « Out 1 s'appelle ainsi parce qu'on pensait faire un Out 2, mais on n'a pas trouvé l'argent pour faire cette suite, dans laquelle je voulais faire apparaître des personnages qui ne sont mentionnés que dans Out 1 : Pierre, Igor... ».
Le sous-titre Noli me tangere, quant à lui, présente des aspects très controversés, non pas tant sur l'interprétation de l'expression que sur son origine. Le générique du film ne porte que le titre Out 1, sans sous-titres, et Rivette n'a jamais commenté l'origine et la signification de Noli me tangere. Selon Jonathan Rosenbaum, il s'agirait d'une sorte de sous-titre provisoire écrit sur le film qui a été projeté en 1971 au Havre en tant que copie inachevée ; plus tard, après des modifications à la fin des années 1980, le sous-titre aurait été retiré du film, qui a été achevé avec quelques modifications supplémentaires entre 1989 et 1990. Cependant, il n'est pas certain que le sous-titre ait été présent sur le film dès le début : Michel Joste, qui était présent lors de la projection de 1971 et qui est actuellement membre du conseil d'administration de la Maison de Culture du Havre, se souvient que « seul le titre Out 1 apparaissait dans le programme ou dans la presse ». et avance l'hypothèse que « le sous-titre Noli me tangere est apparu lors de la version Spectre pour les différencier ».
Selon Rivette : « Ce n'est que pendant le montage que j'ai pensé à appeler le film ainsi. Car c'est vraiment un film sur la manière dont les personnages se déplacent les uns par rapport aux autres. Ils vont l'un vers l'autre sans vraiment se toucher. Il y a en effet dans le film de nombreux moments de mouvement l'un vers l'autre, mais ils sont presque toujours interrompus. On se refuse, on recule : Noli me tangere ». Mais il ne faut pas non plus prendre de tels titres trop au sérieux : « On les jette aux critiques pour qu'ils s'amusent avec ».

### Durée
La durée exacte d'Out 1 est incertaine. En général, lorsqu'elles sont citées, les indications varient entre 729' et 760', avec une différence assez importante de 31' ; la seule différence connue entre les différentes versions du film est l'absence d'une séquence montrant Colin en proie à une explosion de folie. Dans la version originale, projetée uniquement au Havre, le film se termine par la crise finale des quatre personnages principaux (Pauline, Frédérique, Colin et Thomas). Rivette a par la suite décidé de ne pas conserver cette séquence qui, selon le témoignage de Jonathan Rosenbaum, qui a vu la version longue d'Out 1 au Festival du film de Rotterdam en 1989, montre Léaud

« pleurer, hurler comme un animal, se frapper la tête contre le mur, casser une porte de placard, puis se calmer et ramasser son harmonica. Après avoir jeté tous les messages secrets qu'il a essayé de déchiffrer pendant la majeure partie de la série, il se met à jouer de l'harmonica comme s'il était en extase, jette ses vêtements et d'autres objets dans la pièce, danse comme un fou, puis joue à nouveau de l'harmonica. »

Rivette lui-même confirme dans une interview en 1974 que « Out se termine par une très longue séquence où chaque acteur s'effondre devant la caméra », et en 1975 que dans le film « il y a une séquence où l'on voit Colin devenir presque fou en se frappant la tête contre le mur ». Dans la réédition de cette interview, le journaliste John Hughes précise que « cette séquence a ensuite été éliminée par Rivette de la version complète d'Out 1 présentée en public en 1989 ».
En 1991, une copie de 737' a été présentée au Festival de Berlin, dans la section Forum : Turigliatto écrit, sur la base du visionnage de cette projection, qu'il s'agit d'une nouvelle édition « avec quelques variantes supplémentaires (sa durée est maintenant de 773' [sic], et il est divisé en huit épisodes) ».
Les discordances sur la durée exacte est en partie due à un facteur technique : le film a en effet été tourné en 16 mm à une vitesse de 25 images par seconde, une vitesse inhabituelle pour le cinéma (il a été tourné pour la télévision, à la demande de l'O.R.T.F.) et un obstacle supplémentaire à la projection, puisque peu de projecteurs sont équipés pour supporter cette vitesse. Au Festival du film de Vancouver en 2006, par exemple, le film a été projeté à 24 images par seconde, ce qui a allongé la durée.

### Tournage
Le tournage débute en avril 1970 et dure six semaines, y compris l'escapade sur une plage de Normandie. La grande liberté donnée aux acteurs pendant le tournage a parfois intimidé les personnes concernées : lors d'une scène, Bernadette Lafont et Bulle Ogier ne trouvent rien à se dire pendant plusieurs minutes et Rivette décide pourtant de garder ce moment en intégralité au montage. Dans son ouvrage La Fiancée du cinéma, Bernadette Lafont écrit « Bulle, elle aussi, s’angoissait, et la proximité de l’épreuve du face à face avec la caméra la faisait déglutir sans arrêt comme avant l’oral d’un concours ».

## Exploitation
La première projection du film a lieu à la Maison de la Culture du Havre, le week-end des 9 et 10 octobre 1971. Face au refus de l'O.R.T.F., commanditaire initial de l'œuvre, le film est remonté l'année suivante dans une version plus courte, de 255', intitulée Out 1 : Spectre. À la suite de la faillite, la société de production de Tchalgadjieff met la clé sous la porte, perdant les droits d'Out 1, qui reste ainsi quasiment inédit pendant une dizaine d'années.
En 1989, Sunchild Productions, refondée sous le nom de Sunshine, parvient à récupérer les droits du film, qui est ensuite acheté par la chaîne française Arte (à la suite d'une négociation menée par Rivette lui-même). Le tirage définitif du film en 1990 a également été rendu possible grâce à l'intervention de Gérard Vaugeois en tant que coproducteur. Après la première projection en 1971, le public a dû attendre 18 ans pour la seconde, qui a eu lieu au Festival du film de Rotterdam en février 1989, et peu après au Festival du film de Berlin, section Forum, en février 1991. Cette longue attente a été déterminée non seulement par un manque d'intérêt général, mais aussi par l'état du film ; la copie de travail du film avait la bande son séparée des images, et peu de salles étaient en mesure d'accueillir la projection, rendue encore plus difficile par sa longueur : il a donc fallu attendre le tirage du film, qui a eu lieu après que Tchalgadjieff en ait récupéré les droits, pour qu'il puisse être projeté plus facilement.
Par la suite, le nom du film a recommencé à circuler ; en 1991, la chaîne allemande WDR 3 a diffusé les huit épisodes, qui ont également été diffusés la même année par la chaîne câblée française Paris Première et en 1995 par la chaîne allemande 3sat. Toujours en France, en 1995, une édition VHS du film (format SECAM) d'une durée totale de 729', produite en série limitée et épuisée rapidement, a été distribuée par Les Films de l'Atalante en collaboration avec Ciné Horizon ; la même édition a été distribuée l'année suivante par Panda Films et Ciné Horizon.
En 2007, le film a été projeté au Centre Pompidou à Paris lors de la rétrospective Jeu de pistes avec Jacques Rivette. La première du film au Japon a eu lieu le 5 avril 2008 à l'Institut franco-japonais de Tokyo. En Italie, le film a été projeté le 2 juin dans la version Out 1 : Spectre et dans son intégralité les 11, 12 et 13 juin 2004 à Rome, lors de l'exposition Jacques Rivette, viaggio in Italia di un metteur en scène organisée par Goffredo De Pascale et réalisée par Deep.

### Accueil critique
Selon Éric Rohmer, il s'agit d'un « un monument capital de l’histoire du cinéma moderne ».